# Sylvie Vartan
Sylvie Vartan (de fapt Sylvia Vartanian), (n. 15 august 1944, Iskreț, Svoghe, Sofia, Bulgaria) este o cântăreață franceză de etnie bulgară, tatăl bulgar de etnie armeană iar mama de etnie maghiară. 

## Biografie
Sylvie Vartan, născută în 15 august 1944 în Sofia, Bulgaria este o celebră cântăreață franceză de muzică rock și ye-ye și o amatoare în cinematografie. Tatăl ei Georges, de etnie armeană a fost numit atașat al ambasadorului Bulgariei în Franța, iar mama sa de etnie maghiară, Illona, și-a urmat soțul în Franța în decembrie 1952, alături de copiii săi, și a intuit talentul fiicei sale trimițând-o să urmeze cursurile de artă dramatică, cântec și dansuri „Twisting Schoolgirl” în jazz și „Rock and roll” sau „Victor Hugo High School”. 
Cântăreață celebră a anilor '60 a apărut alături de formația The Beatles pe scenă și de fostul ei soț Johnny Hallyday (Best Actor pentru interpretarea din filmul „Homme du train, L” / 2002) și mama a tânărului actor David Hallyday este în prezent căsătorită cu actorul Tony Scotti și bunică a două nepoate: actrița Ilona (n. 17 mai 1995) și  Emma (n. 13 septembrie 1997) și un nepot, Cameron (n. 2004) și este „Ambassador for Maternal and Child Health în the European Region”. Superstarul muzicii internaționale a anilor '60 a fost în România în 2007, ca invitată de onoare a unei emisiuni celebre, a cântat hitt-urile anilor celebrității sale.

## Discografie selectivă
Principale căntece

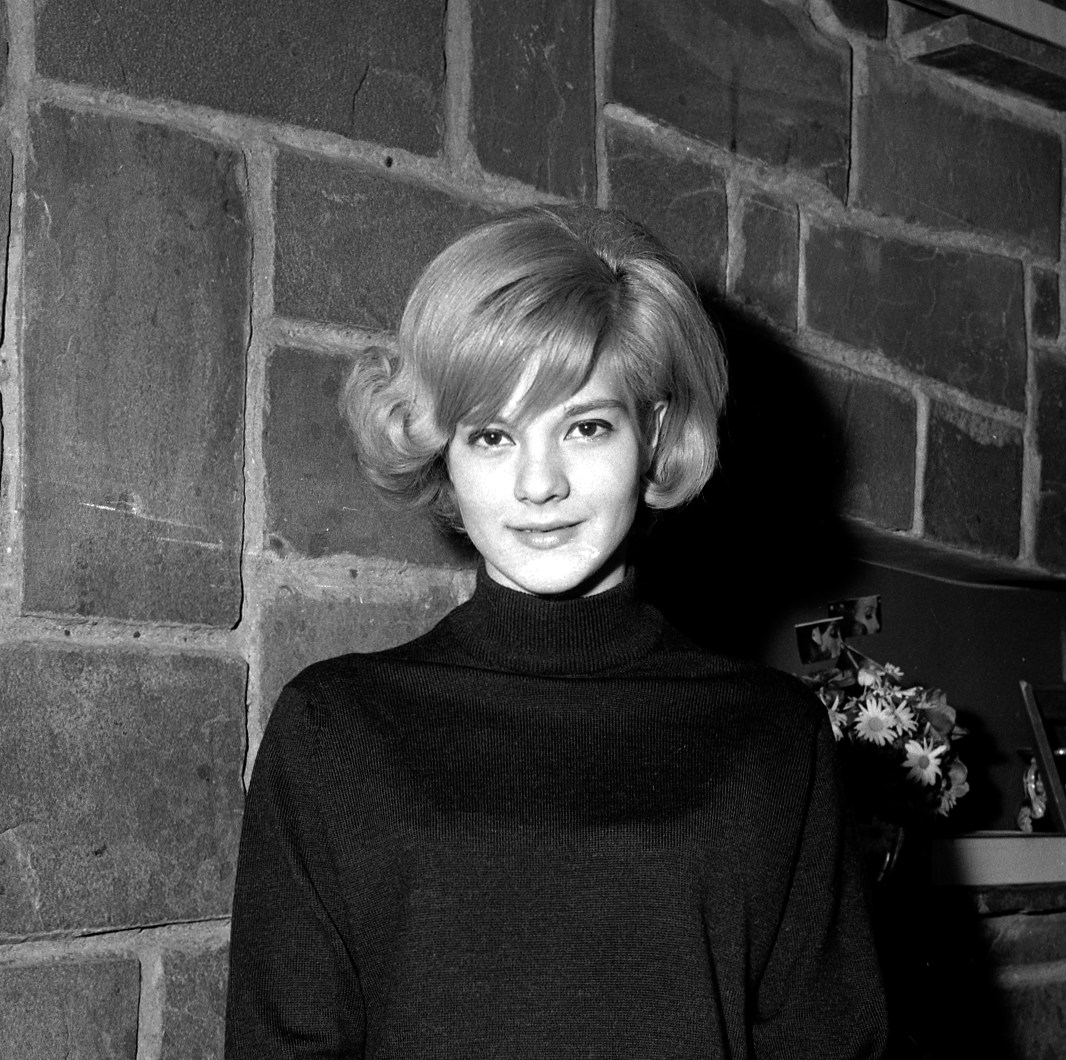
Sylvie Vartan în 1962

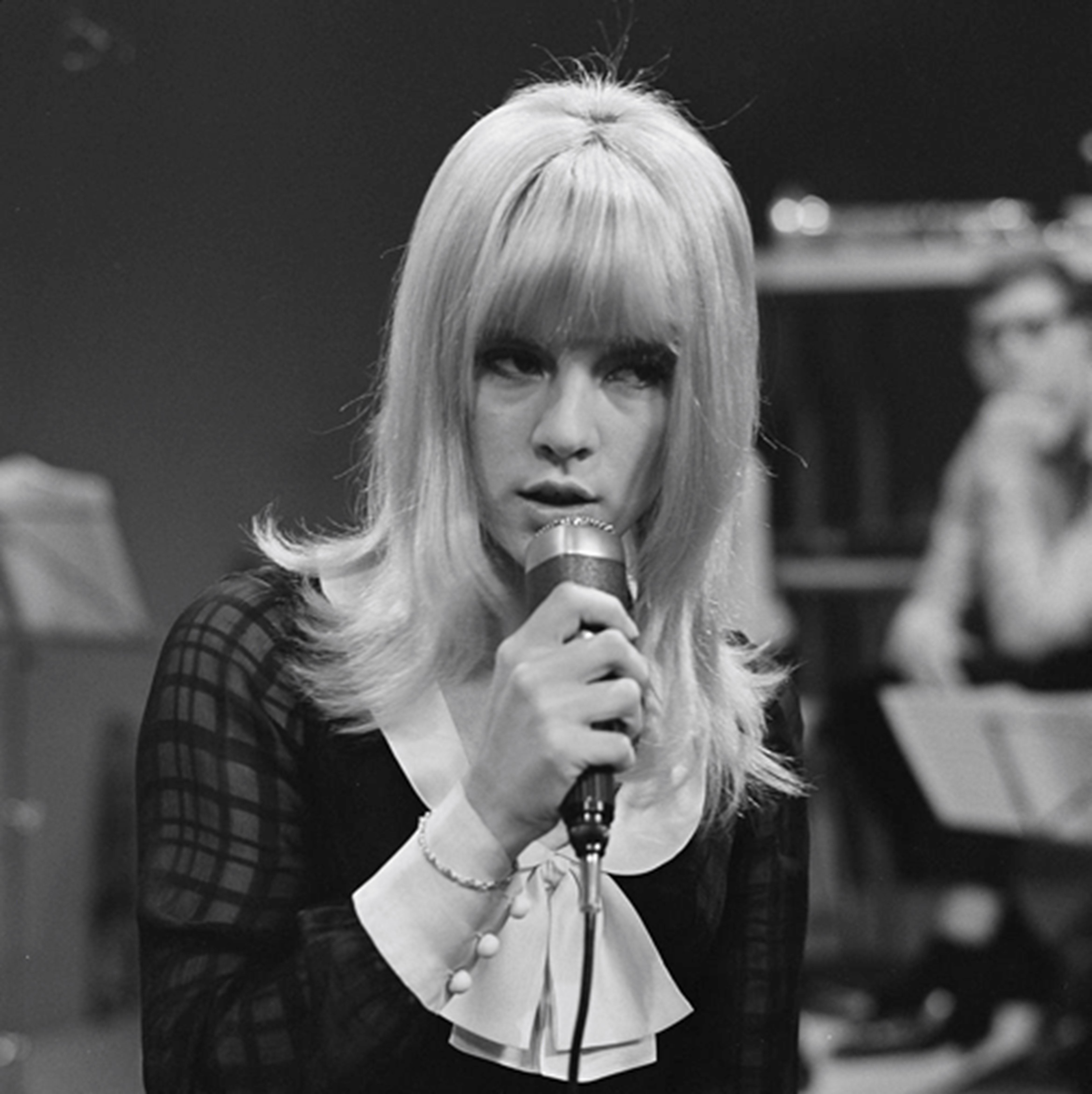
Sylvie Vartan în 1966

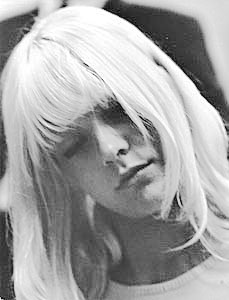
Sylvie Vartan în 1966

- 1961 Panne d'essence (cu Frankie Jordan), Quand le film est triste
- 1962 Le Loco-motion, Tous mes copains
- 1963 Il revient, En écoutant la pluie, I'm watching, Si je chante
- 1964 La plus belle pour aller danser,[10] Il n'a rien retrouvé, L'homme en noir
- 1965  Cette lettre-là, Quand tu es là
- 1966 Il y a deux filles en moi, Mister John B., Par amour, par pitié
- 1967 2’35 de bonheur (avec Carlos), Comme un garçon (avec Carlos aux sifflements)
- 1968 Irrésistiblement, La Maritza, On a toutes besoin d'un homme, Baby Capone
- 1969 Zum zum zum,[11] Le roi David, Les hommes (qui n'ont plus rien à perdre), Ballade pour une fugue
- 1970 Aime-moi, J'ai deux mains, j'ai deux pieds, une bouche et puis un nez, C’est bon de vous voir
- 1971 Loup, Parle-moi de ta vie, Dilindam, Annabel
- 1972 Caro Mozart, Mon père, Pour lui je reviens
- 1973 J'ai un problème (duo avec Johnny Hallyday), La vie c'est du cinéma, L’amour au diapason, Toi le garçon
- 1974 Je chante pour Swanee, Bye Bye Leroy Brown
- 1975 La drôle de fin, Danse-la, chante-la, Pour que je t'aime de tout mon corps
- 1976 Qu'est-ce qui fait pleurer les blondes ?, Le temps du swing, L'amour c'est comme les bateaux
- 1977 Petit rainbow, Georges
- 1978 Disco Queen, Solitude, Je chante encore l'amour
- 1979 I don't want the night to end, Nicolas (Elmegyek de Péter Máté interpret, texte de Péter Máté)
- 1980 Tape tape (reprise de Pata, Pata de Miriam Makeba)
- 1981 L’amour c'est comme une cigarette (reprise de Morning Train de Sheena Easton), Orient-Express, Ça va mal, Aimer
- 1982 La sortie de secours, Mañana (Magnana) tomorow
- 1983 La première fois qu’on s'aimera (avec Michel Sardou), Danse ta vie, Lucie, Le dimanche, Encore
- 1984 Des heures de désir, Hold-up au sentiment
- 1985 Double Exposure, One shot lover
- 1986 Rien à faire, Tu n'as rien compris
- 1987 Femme sous influence
- 1989 C’est fatal, Il pleut sur London
- 1990 Quand tu es là
- 1992 Qui tu es
- 1995 Quelqu'un qui m’ressemble
- 1996 Je n'aime encore que toi, Back to L.A., Quelqu’un m’attend
- 1998 Sensible, Darina, Les Robes, Ma vérité
- 2004 Ce n'est pas rien, La neige en été, Au rythme du cœur
- 2007 Il est 5 heures, Paris s'éveille, J'attendrai
- 2009 Je chante le blues, L'un part, l'autre reste, Toutes peines confondues
- 2010 Je me détacherai, La prisonnière, Personne, Soleil Bleu (avec Julien Doré)
- 2011 Je viens vers vous, On entre en scène
- 2013 Cheveux au vent, I like it I love it

## Filmografie
- 1952 Sous le joug, regia Dako Dakovski, după romanul Sub jug de Ivan Vazov
- 1962 Un clair de lune à Maubeuge regia Jean Chérasse
- 1963 D'où viens-tu Johnny ? regia Noël Howard
- 1964 Căutați idolul (Cherchez l'idole), regia Michel Boisrond
- 1964 Patate regia Robert Thomas
- 1967 Les Poneyttes regia Joël Le Moigné
- 1972 Malpertuis regia Harry Kümel
- 1972 Absences répétées regia Guy Gilles
- 1994 L'Ange noir regia Jean-Claude Brisseau
- 2014 Tu veux ou tu veux pas regia Tonie Marshall